# Sphagnum subfalcatulum
Sphagnum subfalcatulum är en bladmossart som beskrevs av Roivainen 1937. Sphagnum subfalcatulum ingår i släktet vitmossor, och familjen Sphagnaceae. Inga underarter finns listade i Catalogue of Life.